# Slow West
Pour plus de détails, voir Fiche technique et Distribution.
Slow West est un western britannico-néo-zélandais écrit et réalisé par John MacLean (en), sorti en 2015.

## Synopsis
En 1870, un jeune aristocrate écossais de 16 ans, Jay Cavendish, décide de traverser à cheval l'Ouest américain vers le Colorado à la recherche de son amour, Rose Ross, une jeune paysanne. Jay, naïf et idéaliste, croit à tort que Rose l'aime. En chemin, il rencontre un chasseur de primes, Silas Selleck, homme  matérialiste, solitaire et cynique. Jay paye Silas en échange de sa protection. En route, les deux hommes croisent des Indiens en fuite, des nordistes, des esclaves africains, des anthropologues européens, des aventuriers, des vagabonds, et d'autres chasseurs de primes qui les suivent, recherchant Rose et son père dont les têtes sont mises à prix 2 000 dollars. La scène finale a lieu dans la ferme de Rose et son père. Tous les chasseurs de primes s’y retrouvent…Silas et Jay aussi.

## Fiche technique
- Titre original : Slow West
- Réalisation : John MacLean (en)
- Scénario : John MacLean
- Décors : Kim Sinclair[1]
- Costumes : Kirsty Cameron[1]
- Photographie : Robbie Ryan
- Musique : Jed Kurzel
- Production : Iain Canning, Rachel Gardner, Conor McCaughan et Emile Sherman ; Michael Fassbender (délégué)
- Sociétés de production : Film4 Productions[1] ; See-Saw Films, DMC Film, New Zealand Film Commission et See-Saw Films (coproductions)
- Société de distribution : Lionsgate (Royaume-Uni)
- Pays d’origine : Royaume-Uni et Nouvelle-Zélande
- Langue originale : anglais
- Genre : western
- Durée : 84 minutes
- Date de sortie : 
  -  États-Unis : 24 janvier 2015 (Festival du film de Sundance 2015), 20 mai 2015 (sortie limitée)
  -  Royaume-Uni : 26 juin 2015
  -  Suisse : 5 juillet 2015 (Festival international du film fantastique de Neuchâtel 2015)
  -  France : 15 novembre 2015 (diffusion TV)[2]

## Distribution
- Michael Fassbender : Silas
- Kodi Smit-McPhee : Jay Cavendish
- Ben Mendelsohn : Payne
- Caren Pistorius : Rose Ross
- Rory McCann : John Ross
- Jeffrey Thomas : un officier unioniste
- Brooke Williams : Maria

## Production
Le film a été tourné, fin octobre 2013, en Nouvelle-Zélande et en Écosse pour des scènes censées se passer dans le Colorado et dans les Highlands.

## Distinctions

### Nominations et sélections
- Festival du film de Sundance 2015 : Grand prix du jury du Festival de Sundance, section World Cinema
- British Independent Film Awards 2015 : Douglas Hickox Award du meilleur premier film